# Норлинг, Даниэль
Ларс Даниэль Норлинг (швед. Lars Daniel Norling; 16 января 1888, Стокгольм — 28 августа 1958, Мальмё) — шведский гимнаст и конник, трёхкратный чемпион Олимпийских игр.
На Играх 1908 в Лондоне Норлинг участвовал в командном первенстве по гимнастике, в котором его сборная заняла первое место. Через четыре года, на Олимпиаде 1912 в Стокгольме он вошёл в состав своей сборной, которая стала лучшей по шведской системе.
Затем Норлинг занялся конным спортом и участвовал в командном соревновании по конкуру на Олимпийских играх 1920 в Антверпене. Его команда заняла первое место, а сам Норлинг получил свою третью золотую медаль.